# Evolution (Giovanni Allevi)
Evolution è il quinto album del musicista Giovanni Allevi, uscito il 13 giugno 2008. È stato realizzato con il supporto dell'orchestra de I Virtuosi italiani presso il teatro Gentile di Fabriano (AN), e comprende lavori per orchestra e per pianoforte e orchestra. Essa contiene sia lavori originali che trascrizioni per diversi organici.
Per la prima volta, il pianista di Ascoli Piceno decide di unirsi a un'orchestra, in quanto i cinque album fino ad ora pubblicati vedevano Giovanni Allevi, come solista.
A causa di un problema tecnico, la suite in 5 tempi Angelo ribelle è stata divisa in due parti, e il 4º e il 5º tempo sono invertiti.
L'album contiene anche una traccia per computer che permette di accedere ad un'area riservata del sito ufficiale e, in tal modo, avere notizie su concerti ed altri eventi.
Da questo album partirà l'omonimo tour, che si svilupperà per tutta la stagione estiva 2008.
In contemporanea con la pubblicazione del CD è uscita l'edizione speciale con DVD (circa 30 minuti), dove l'artista presenta Evolution, spiegando il lavoro che è servito per la registrazione insieme all'Orchestra dei Virtuosi Italiani.

## Tracce
1. Foglie di Beslan - 6:43
2. Whisper - 3:37
3. Keep moving - 2:40
4. A perfect day - 6:09
5. Come sei veramente - 5:44
6. Angelo ribelle - 6:36
7. Corale - 2:10
8. Prendimi - 2:50
9. 300 Anelli (parte 1) - 6:33
10. 300 Anelli (parte 2) - 9:13

## Formazione
- Giovanni Allevi - direttore (tutti i brani) e pianoforte (1, 5, 8, 10)
- I Virtuosi Italiani - orchestra sinfonica (tutti i brani)